# Farní sbor Českobratrské církve evangelické v Bučině
Farní sbor Českobratrské církve evangelické v Bučině je sborem Českobratrské církve evangelické v Bučině. Sbor spadá pod Chrudimský seniorát.
Farářem sboru je Libor Chaloupka, kurátorkou sboru Jana Šmögerová.

## Faráři sboru
- Josef Šplíchal (1954–1962)
- Josef Valenta (1963–1972)
- Jiří Tytl (1972–1987)
- Ladislav Horák (1989–1997)
- Libor Chaloupka (1997–)